# Xương móc
Xương móc là một xương thuộc bàn tay người có thể dễ dàng nhận diện qua hình dạng góc cạnh của nó, và đặc điểm có móc giống như mỏm. Xương này nằm về phía trong và ở góc thấp của khối xương bàn tay.